# Parque nacional de Loango
El parque nacional de Loango (del francés: Parc national de Loango) es un parque nacional en el occidente del país africano de Gabón. Protege el hábitat costero, incluyendo parte de una laguna de 220 kilómetros cuadrados llamada Iguéla, el único ejemplo importante de un sistema típico de laguna en el oeste de África que se encuentra protegido dentro de un parque nacional.
Situado entre las lagunas nkomi y Ndogo, el Parque Nacional de Loango es una verdadera joya de la costa occidental de África.